# Peugeot 607
Peugeot 607 — автомобиль бизнес-класса выпускавшийся под маркой Peugeot с 1999 по 2009 года. 607 был представлен в 1999 году, как замена устаревшей модели 605 (название 606 было пропущено). 607 построен на базе 605, но при этом получил новый кузов и двигатели (объёмом от 2 до 3 литров), амортизаторы переменной жесткости в подвеске.
В базовой комплектации Peugeot 607 уже имел АБС, подушки безопасности, центральный замок, электростеклоподъёмники и CD-магнитолу.
В сравнении с одноклассниками Peugeot 607 отличается от конкурентов прекрасной шумо- и виброизоляцией, а также устойчивостью в скоростных поворотах. Причем, если включить режим  «Sport», то обратная связь на руле станет более четкой, а реакции руля еще более точными. Среди плюсов и большой размер багажника - 601 литр.
В 2004 году был произведен рестайлинг, который затронул не только изменения во внешности, но и принес новые агрегаты. Появился новый би-турбо дизель объемом 2.7 л. и отдачей в 204 л.с., а мощность уже существующих двигателей была незначительно увеличена. Так же появилась новая 6-ступенчатая автоматическая коробка Aisin, которая устанавливалась на машины с моторами 2.2 и V6.
В 2009 году выпуск был прекращен. В 2010 году модель была заменена на среднеразмерный Peugeot 508.

## 607 Paladine
Peugeot 607 Paladine — специальная удлинённая на 500 мм версия 607 со складывающейся металлической крышей, был использован при инаугурации президента Франции Николя Саркози 16 мая 2007 года.

## 607 Pescarolo
В 2002 году командой Pescarolo Sport был представлен концепт 607 Pescarolo. Задняя часть автомобиля более приподнята, размеры всех четырех крыльев увеличены на 25 мм, появились две выхлопные трубы. Мощность двигателя превышает 400 л.с. в основе его конструкции лежит двигатель V6 модели 607 стандартной комплектации.

## Экологичность
В 2000 году компания Peugeot представила новаторский дизельный сажевый фильтр твёрдых частиц (FAP), который стал революционным устройством, позволяющим максимально снизить количество выбросов вредных веществ в атмосферу. Первый сажевый фильтр FAP был установлен на Peugeot 607.

## Безопасность
Автомобиль прошёл тест Euro NCAP в 2002 году:
| Euro NCAP                                                | Euro NCAP | Euro NCAP | Euro NCAP |
| -------------------------------------------------------- | --------- | --------- | --------- |
| Рейтинги                                                 | Пассажир  |           | 26        |
| Рейтинги                                                 | Пешеход   |           | 3         |
| Протестированная модель: Peugeot 607 2,2 HDi, LHD (2002) |           |           |           |